# 臨港交通
臨港交通株式会社（りんこうこうつう）は、かつて神奈川県川崎市幸区に本社を置いていたタクシー会社。
かつては臨港バスグループに所属し、京浜急行電鉄および東京私鉄自動車協同組合（私鉄協、現在の私鉄協同無線センター）とも提携していた。
2014年（平成26年）12月19日に飛鳥交通が全株式を取得し、京急グループおよび私鉄協を離脱した。その後、社名も「飛鳥交通川崎中央株式会社」に変更され、営業所名も「北加瀬営業所」とされた。2023年（令和5年）3月23日に保有する48台をすべて飛鳥交通川崎に譲渡。同年8月1日付で飛鳥THD株式会社に合併、解散となった。

## 概要
- 沿革 1959年（昭和34年）4月 設立
- 代表者 代表取締役社長 松本賢治
- 資本金 4000万円
- 本社所在地 神奈川県川崎市幸区北加瀬3-16-8